# 행크 에런
헨리 루이스 행크 에런(Henry Louis Hank Aaron, 1934년 2월 5일 ~ 2021년 1월 22일)은 메이저 리그 팀 밀워키 브레이브스의 외야수를 지낸 미국 프로 야구 선수이며 통산 755개의 홈런을 기록한 홈런왕이다.
1952년부터 프로 생활을 시작하여 니그로 리그와 마이너 리그를 거친 후 1954년 메이저에 처음 승격되어 1976년까지 활동했다. 선수 시절의 대부분을 내셔널 리그 팀인 밀워키 브레이브스와 애틀랜타 브레이브스에서 보냈으며, 마지막 2시즌은 아메리칸 리그 밀워키 브루어스에서 활동하였다.
에런이 베이브 루스의 홈런 기록을 경신한 뒤에 25주년이 되던 1999년 그의 이름을 따서 '행크 에런 상'이 제정되었다. 양대 리그 최고의 타자에게 수여한다.

## 생애 초기
1934년 2월 5일 앨라배마주 모빌의 다운더베이에서 태어난 에런은 에스텔라와 허버트 에런의 세 번째 자식이었다. 이후 그의 가족은 툴빈스빌에 있는 더 큰 집으로 이주했다. 그들의 집은 전기, 창문과 실내 수도 시설 등이 열악했고 이웃들과도 떨어져 살아야 했다. 어린 시절 에런은 잔디를 깎고, 감자를 캐고, 얼음을 배달하는 일을 하였다. 에런은 부친의 지방 팀을 보면서 야구에 대한 열정을 키웠다. 그의 삼촌 버바도 또한 그에게 야구경기의 복잡한 룰을 가르치기도 하였다. 에런은 툴먼스빌의 넓은 오픈 필드에서 지방의 어린이들과 함께 야구를 하였으나 야구공이 너무 비싸 골프공을 둘러싼 나일론 팬츠 호스를 자신의 소유로 만들었다.
학창 시절 에런은 경기에서 활약하지 않았다. 인종적 차별이 만연하였고, 백인 학생들만이 고등학교 야구 팀들을 가지고 있어 에런은 소프트볼 팀에서 활약하였다. 그는 학교의 미식축구 팀을 위하여 활약하여 전도시 선수단으로 임명되었다. 미식축구를 하면서 부상을 당하고 야구에 대한 꿈을 위태롭게 할 위협에 처해진 그는 팀을 탈퇴하여 대학에서 장학금을 받기 위해 노력했다. 자신의 결정을 학교에 알린 후, 그는 3학년(주니어)이던 해에 연거푸 수업을 빼먹은 이유로 퇴학을 당하였다. 이후 가을에 조제핀 앨런 연구소에 입학하였다.
카버 파크에서 지방 선수들과 함께 활약하면서 에런은 그를 데리고 들어온 전흑인 세미프로 팀 모빌 블랙베어스의 감독 에드 스코트에 의하여 주목을 받았다. 블랙베어스의 유격수로서 스코트는 에런을 자신의 친구인 니그로 리그 베이스볼의 아메리칸 리그 인디애나폴리스 클라운스의 맥킨리 다운스에 소개시켰다. 당시는 1947년 브루클린 다저스의 메이저 리그 팀에 선발된 재키 로빈슨이 흑인 최초로 메이저 리그에 데뷔함으로써 메이저 리그의 인종 장벽을 명목적으로 무너뜨렸음에도 불구하고, 실질적으로는 흑인 선수들이 여전히 차별받고 있던 상태였다.
18세가 된 후, 에런은 클라운스와 계약했다. 클라운스팀의 소유자 시드 폴록이 보스턴 브레이브스의 팀장에게 연락을 해 에런은 자신이 야구에 재능이 있음을 알게 되었고, 적지 않은 돈을 받을 수 있다는 것을 알았다.
5월 25일 뉴욕주 버펄로에서 멤피스 레드삭스를 상대로 브레이브스의 스카우트 듀이 그릭스가 더블헤더로 보였다.

## 프로 경력

### 마이너 리그
에런은 노던 리그의 오클레어 베어스와 함께 1952년 시즌을 끝냈다. 자신의 처음으로 인종적으로 합류된 팀에서 활약한 에런은 사실 더 많은 신임을 얻게 되었다. 그 첫 시즌 동안에 그는 노던 리그 올스타 경기에 선발되어 87개의 경기들에서 9개의 홈런과 함께 .336점을 타구한 후 "올해의 신인 선수" 상을 수상하였다. 시즌의 말기 후에 그는 5개의 홈런과 함께 .400점을 타구하여 인디애나폴리스 클라운스가 니그로 리그 월드 시리즈를 우승하는 데 도움을 주러 돌아왔다.
다음 시즌에 그는 클래스 A 잭슨빌 타스로 임명되어 사우스 애틀랜틱 리그에서 인종적으로 합류된 팀에 첫 선수들 중의 하나가 되었다. 인종적으로 분리된 남부에서 활약하는 데 불구하고, 그는 22개의 홈런과 .362점을 타구하고 14개의 3루타로 리그의 MVP가 되었다. 스포츠 기자는 "행크 에런은 호텔 숙박을 제외한 모든 것에서 리그를 이끌었다"고 썼다. 푸에르토리코에서 열린 겨울 리그에서 에런은 외야수의 자리에 출전하면서 더 낳은 지식을 익혔다.

### 밀워키 브레이브스

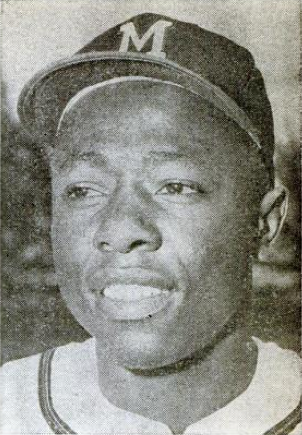
밀워키 브레이브스 시절의 에런 (1960년)

1954년 봄 훈련에서 보비 톰슨이 발목이 부러진 일은 좌익수에서 메이저 리그 베이스볼 팀에 가입하는 데 에런에게 문을 열었다. 그해 4월 13일 그는 자신의 메이저 리그 데뷔를 하여 10일 후 4월 23일 세인트루이스 카디널스의 투수 빅 라시를 상대로 자신의 메이저 리그 첫 홈런을 쳤다.
9월 5일 3루로 미끌어져 들어간 동안에 자신의 발목이 부러지기 전에 에런은 13개의 홈런과 69개의 타점과 함께 .280점을 타구하였다. 그는 월리 문, 어니 뱅크스와 진 콘리에 밀려 "올해의 신인 선수" 상을 수상하는 데 4위로 밀렸다.
1955년 그는 처음으로 올스타 팀으로 선발되었으며, 21개의 연속적 선발들 중의 처음이었다. 그 시즌에 그는 27개의 홈런과 106개의 타점과 함께 .314점을 타구하였다. 그는 37개의 2루타와 함께 리그를 이끌기도 하였다. 다가오는 시즌에 그는 26개의 홈런, 14개의 3루타와 96개의 타점과 더불어 타율 0.328로 타구 평균에서 리그를 이끌었다. 그는 돈 뉴콤브와 샐 매글리에 밀려 MVP 투표에서 3위를 하였다.
1957년 에디 매슈스, 레드 쇼인딘스트와 워런 스판으로 이루어진 팀과 함께 브레이브스는 2.2백만명의 팬들과 함께 메이저 리그 참석 기록을 세우고 95 승 59 패로 가면서 페넌트를 포획하였다. 에런은 카디널스의 빌리 머펫에 11번째 이닝, 2개의 득점 홈런을 치면서 9월 23일 인상적 시즌을 보증하여 브레이브스에게 4 대 2의 승리와 내셔널 리그 타이틀을 주었다. 에런의 전체 시즌은 선풍적 인기를 얻어 홈런(44개), 타점(132개)와 득점(118개)에서 리그를 이끌어 리그의 MVP 상을 수상하였다. 뉴욕 양키스를 상대로 월드 시리즈에서 에런은 43년만에 브레이브스가 자신의 첫 타이틀을 우승하는 도움을 주는 데 3개의 홈런과 7개의 타점과 함께 .393점을 타구하였다. 시즌 후, 에런은 자신이 "행크 에런의 날"과 명예를 얻고, 도시의 거리들을 통하여 그의 명예에서 행렬이 열린 모빌로 돌아왔다.
브레이브스는 1958년 월드 시리즈에서 다시 양키스를 향하였으나 이번에는 7개의 경기들에서 패하였다. 시리즈가 열리는 동안에 에런은 .333점을 타구하고 .419의 출루율을 가졌다.
1959년 에런은 경력 사상 .355의 타구 평균, 223개의 안타와 46개의 2루타를 가졌다. 그는 또한 MVP 시상식을 위하여 어니 뱅크스와 동료 선수 에디 매슈스에 밀려 3위를 하는 데 39개의 홈런과 123개의 타점을 올려놓기도 하였다. 86 승 70 패의 기록과 함께 브레이브스는 로스앤젤레스 다저스에게 2개의 경기들에 의하여 자신들의 3연속 페넌트를 놓쳤다.
1960년대의 기간을 통하여 에런은 견실히 위대한 선수였다. 그는 가끔 재키 로빈슨이 자신의 경력 초기에 말하던 "야구는 너가 매주가 아닌 매일 하는 경기이다."라고 말한 것에 일관성을 귀착시켰다. 그 기간에 그는 한 시즌에 37개 이상의 홈런과 거의 111개의 타점을 평균하였다. 3번이나 그는 홈런과 타점에서 리그를 이끌었다.

### 애틀랜타 브레이브스
1966년 브레이브스는 애틀랜타로 이적하여 에런은 44개의 홈런과 127개의 터점과 함께 리그를 이끌면서 응답하였다.
1968년 7월 14일 애틀랜타 스타디움에서 에런은 샌프란시스코 자이언츠의 투수 마이크 매코믹에 500번째 홈런을 쳤다. 에런이 홈구장에서 트로피를 수상할 때 3만 4천 명이 넘는 관중들이 그에게 몇 분 동안 기립 박수를 보냈다.
1969년 그는 44개의 홈런과 97개의 타점과 함께 .300점을 타구한 후 다시 MVP 시상식에서 3위를 하였다. 7월 30일 그는 537번째 경력 홈런을 쳐 사상 명단에 3위로서 미키 맨틀을 통과하였다. 그 시즌에 93 승 69 패로 가면서 브레이브스는 내셔널 리그 챔피언십 시리즈에서 뉴욕 메츠를 상대로 정면으로 맞서는 데 내셔널 리그 서부를 우승하였다. 내셔널 리그 챔피언십 리그에서 브레이브스는 월드 시리즈 우승팀에 의하여 3개의 경기들에서 휩쓸어졌으나 에런은 각각의 경연에서 홈런을 치고 7개의 타점과 함께 .357점을 타구하였다.

### 홈런 기록을 깨며
1970년 5월 17일 에런은 자신의 3000번째 경력 안타를 수집하는 데 신시내티 레즈의 투수 웨인 심슨에 1루타를 쳤다. 그는 500개의 경력 홈런 대 3000개의 경력 안타와 함께 첫 선수가 되었다.
1971년 4월 27일 에런은 자이언츠의 게일로드 페리에 자신의 600번째 경력 홈런을 쳤다. 그 시즌에 그는 .각각 410과 .669의 출루율과 장타율과 함께 하나의 시즌에 자신의 최고 경력을 기록하였다. 그는 또한 .327의 타구 평균과 함께 47개의 홈런을 치고 118개의 타점을 기록하였다. 다시 한번 그는 이번에 조 토리와 윌리 스타젤에 밀려 MVP 시상식에서 3위를 하였다.
1972년 6월 10일 웨인 트위첼을 상대로 에런은 649개의 홈런과 함께 사상 명단에 놓이는 데 윌리 메이스를 능가하였다.
1973년 39세의 나이에 불구하고 120개의 경기들 만을 활약한 에런은 다른 40개의 홈런 캠페인에서 들어왔다. 7월 21일 그는 켄 브렛에 자신의 700번째 경력 홈런을 쳤다. 9월 29일에는 시즌의 자신의 40번째 홈런을 쳐 자신 경력의 713번째로 사상 기록을 위하여 그를 베이브 루스의 뒤로 놓았다. 40개의 홈런을 치면서 그는 같은 팀을 위하여 시즌에서 40개 혹은 그 이상의 홈런을 치는 데 첫 3명의 선수들로서 그는 대럴 에번스와 데이비 존슨에 가입하였다. 에런은 .301의 타구 평균, 40개의 홈런, 96개의 타점과 .402의 출루율과 함께 한해를 마쳤다.
오프시즌 동안에 에런은 인종차별적인 전보들과 아프리카계 미국인에 의해 백인 영웅 베이브 루스의 기록이 깨지는 걸 두려워한 인종차별주의자들이 보낸 온갖 협박편지에 의해 위협을 당했다. 이로 인해 개인으로서는 역사상 가장 많은 우편물을 받은 인물이라 일컬어지기도 한다.
1974년 신시내티 레즈의 잭 빌링햄을 상대로 오프닝 데이의 1번째 이닝에서 에런은 자신의 714번째 경력 홈런과 함께 베이브 루스와 동점을 매겼다. 에런이 베이스들의 주위를 돌며 본루로 손이 대어질 무렵에 레즈의 포수 조니 벤치는 그에게 축하하려고 손을 내밀었다고 한다.
4일 후, 4월 8일 로스앤젤레스 다저스를 상대로 에런은 축제를 벌이는 데 또 하나의 기회를 가졌다. 앨 다우닝을 상대로 4회의 이닝의 말에서 에런은 5만 5천명의 관중들을 대혼란으로 보내는 데 애틀랜타에서 좌익수의 울타리로 발포하였다.
10월 2일 에런은 레즈의 롤리 이스트윅에 자신의 733번째이자 마지막 홈런을 쳤다. 1달 후인 11월 2일 그는 로저 알렉산더와 데이브 메이를 위하여 밀워키 브루어스로 이적되어 자신이 시작한 도시에서 자신의 경력을 끝낼 수 있었다. 나이와 부상이 에런에게 일어나자 그는 382개 만의 타수를 가지고, 그해에 .268점의 자신 경력의 최저 타구 평균을 기록하였다.

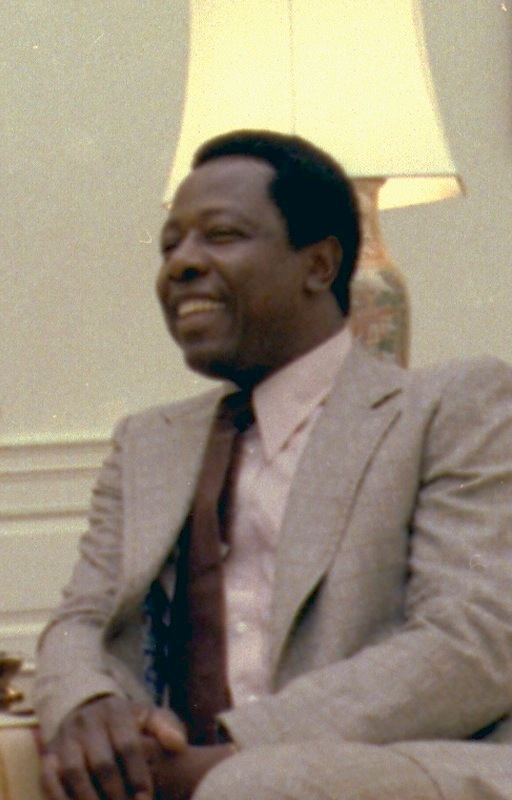
1977년 백악관에서

한편 1974년에는 왕정치와 홈런 레이스를 벌인 적이 있었다.

### 밀워키 브루어스

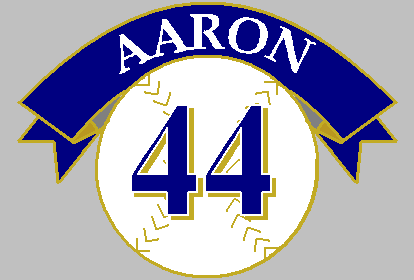
밀워키 브루어스에 의하여 영구 결번된 에런의 등번호 44

1975년 5월 1일 에런은 자신의 2212번째 득점을 매길 때 메이저 리그 베이스볼 사상의 타점 지도자가 되었다.
에런의 마지막 2개의 시즌들에 그는 222개의 경기들에서 22개의 홈런을 치고, 95개의 타점을 가졌다. 1976년 7월 20일 에런은 캘리포니아 에인절스의 투수 딕 드래고에 자신의 755번째이자 마지막 홈런을 쳤다.

## 선수 이후의 경력
현역 은퇴 후 에런은 한동안 야인으로 있다가, 애틀랜타 브레이브스의 선수관리 담당 부사장을 맡으며 프런트 생활을 시작했다.
한국프로야구에도 영향을 준 야구인이다. 삼성그룹의 초청을 받아 1982년 8월 26일에 첫 내한했으며, 같은 해 9월 2일까지 대한민국에 머물면서 홈런 레이스, 사인회, 타격 지도 등을 했다. 동년 10월에는 어니 뱅크스, 빌리 윌리엄스 등과 함께 마이너리그 올스타 팀의 단장 자격으로 한국프로야구 팀들과의 친선경기차 다시 방한했으며, 당시 받은 초청료를 주한미군에 기부하였다. 방한했을 때 그는 몇몇 동료 선수들이 6.25 전쟁 당시 징집된 적이 있었다고 회고하며 대한민국 방문을 매우 반겼다. 당시 그를 보았던 선수들 중 한 명이었던 이만수는 한 마디로 센세이션이었다고 말했다.
1989년 애틀랜타 브레이브스는 그를 클럽의 시니어 부회장과 회장의 보조자로 임명하였다.
또한 그는 자동차 판매업에도 뛰어들어, 자동차 딜러를 운영하기도 했다. 또한 그가 미국 내에서도 인종차별이 꽤 심한 앨라배마주에서 태어났는지라, 흑인 사회 운동에도 적극적으로 참여했다.
2020년 12월 메이저 리그 사무국이 니그로리그 창설 100주년을 맞아 이를 공식적으로 메이저리그의 역사로 편입한다고 발표한 뒤 MLB.com 과 가진 인터뷰에서, 에런은  "나는 그 곳(니그로리그)에 몇 달 있지는 않았지만 그들이 자신의 모든 걸 되찾으면 좋겠다"고 환영의 메시지를 전했다.

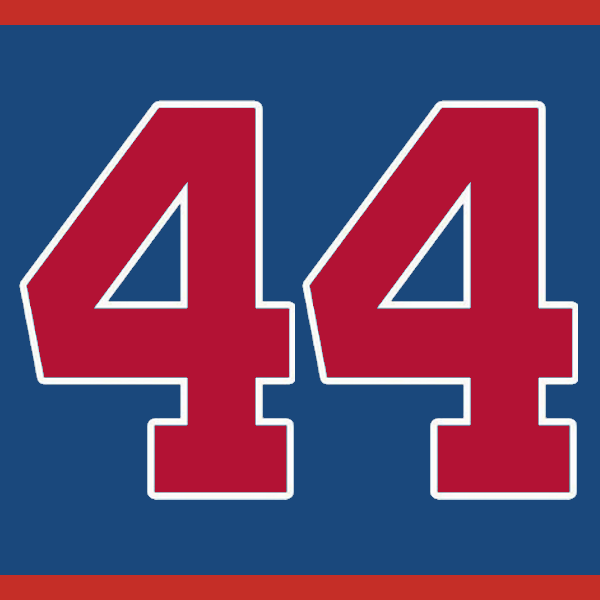
에런의 등번호 44는 애틀랜타 브레이브스에 의하여 영구 결번되었다.

2021년 1월 23일 애틀랜타에서 노환으로 타계했다. 미국 내 야구 팬들은 물론, 전 세계에서 그를 추모했다. 장훈과 왕정치 역시 그를 애도했다.

## 명예

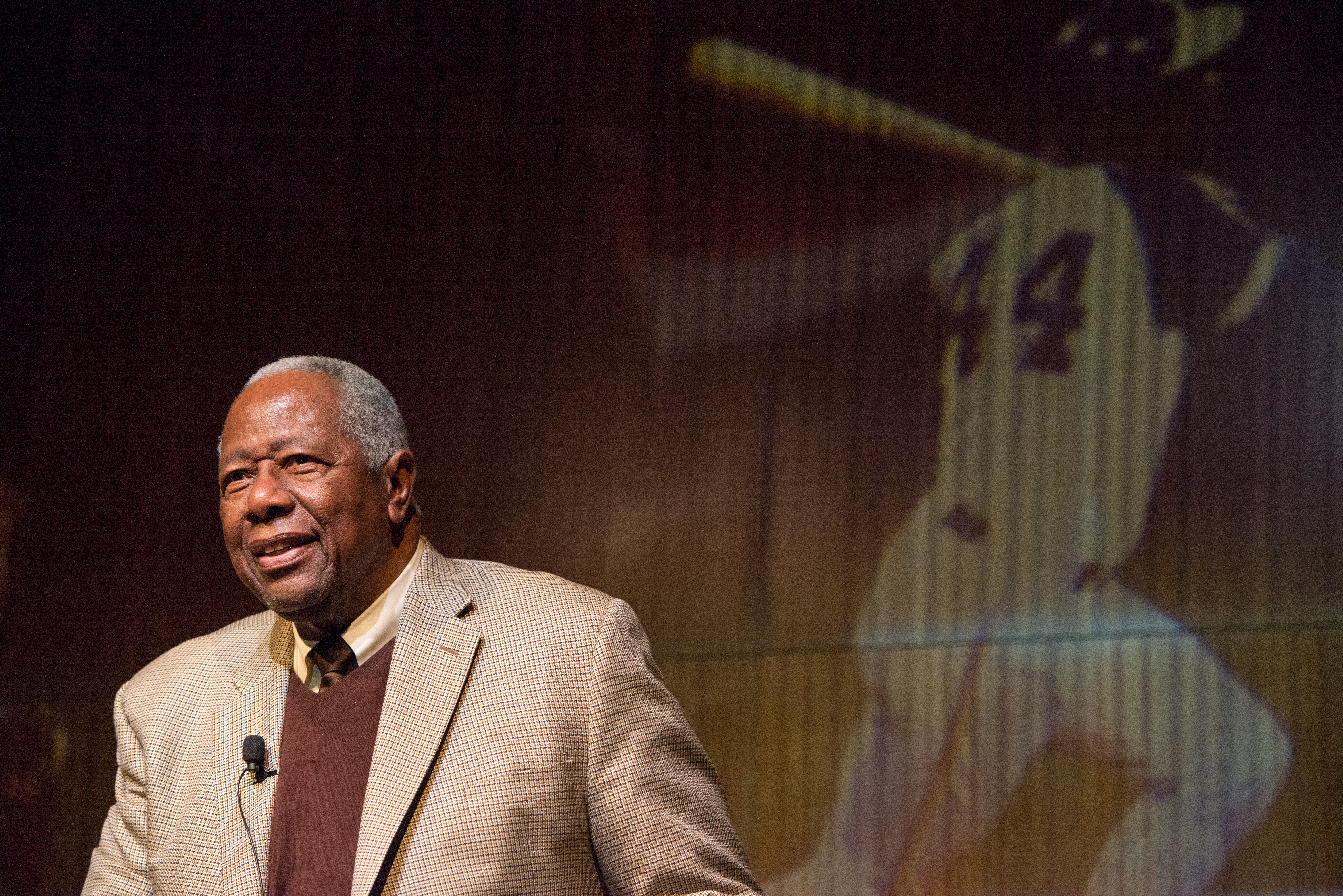
린든 B. 존슨 도서관에서 연설하는 에런

자신의 경력을 통하여 에런은 개방적으로 야구에서 인종적 동등을 위하여 연설하였는데 필드에서 뿐만 아니라 본부에도였다. "필드에서 흑인들은 대거인들이 될 수 있어왔다. 그러나 한번은 우리의 활약 세월들은 지났고 이것은 그 종말이고 우리는 다시 버스의 뒷좌석으로 돌아간다"라고 에런은 흑인 감독들과 흑인 본부원들의 부족으로 참조에서 말하였다.
에런은 755개와 함께 홈런을 이끈 사상의 선수로서 은퇴하였다. 그는 또한 가장 많은 경력 타점(2297), 연장 안타(1477)와 총루(6856)를 위한 기록들을 보유하고 있다. 그는 타석(12364)과 경원의 4구(293)에서 2위, 사상 안타(3771)에서 3위, 사상 득점(2174)에서 4위에 놓였다. 그는 14개의 시즌들에서 .300점 혹은 그 이상을 타구하였고, 8번이나 40개 혹은 그 이상의 안타를 치고, 20개의 연속적 시즌들에서 20개 혹은 그 이상의 홈런을 쳤다.
1982년 그는 97.83%의 득표율로 명예의 전당에 헌액되었다.
1999년 2월 5일 메이저 리그 베이스볼은 에런이 베이브 루스의 기록을 깬 25주년을 맞아 행크 에런 상의 창조를 선언하였다. 이 상은 아메리칸과 내셔널 리그 양쪽에서 최고 타자들에게 해마다 수여되고 있다.
그해 그는 메이저 리그 베이스볼의 "올센추리 팀"으로 임명되었다.
2002년 대통령 자유 훈장이 수여되었다.

## 깉이 보기
- 3000안타 클럽
- 500홈런 클럽
- 미국 야구 명예의 전당의 헌액자 목록